# Vermezzo
Vermezzo là một đô thị ở tỉnh Milano, vùng Lombardia của Italia, khoảng15 km về phía tây nam của Milano. Tại thời điểm ngày 31 tháng 12 năm 2004, đô thị này có dân số 3.533 người và diện tích là 6,1 km².
Vermezzo giáp các đô thị: Albairate, Gaggiano, Abbiategrasso, Gudo Visconti, Zelo Surrigone, Morimondo.